# Вулиця Всеволода Змієнка (Київ)
Ву́лиця Всеволода Змієнка — вулиця в Подільському районі міста Києва, житловий масив Квітництво, місцевість Сирець. Пролягає від вулиці Віктора Некрасова (офіційно), вулиці Олександра Олеся (фактично) до проспекту Європейського Союзу.
Прилучаються вулиці вулиці Олександра Олеся, Генерала Грекова та Квітникарська.

## Історія
Виникла у другій половині 2010-х під проектною назвою Вулиця Проектна 12913. Сучасна назва на честь військового діяча УНР Всеволода Змієнка — з 2018 року.
Вулиця запроєктована на місці колишніх садів для нової міської забудови. Зокрема, у її північній частині розташовуються житлові коплекси «Варшавський+», «Варшавський-3».